# The Melancholy Collection
The Melancholy Collection jest składanką różnych utworów  szwedzkiej punk rockowej grupy Millencolin. Została wydana 29 lipca 1999 roku w Szwecji oraz w 2001 roku przez Epitaph Records w Stanach Zjednoczonych (zob. 2001 w muzyce).

## Lista utworów
1. "In A Room"
2. "Pain"
3. "Shake Me"
4. "Melack"
5. "Nosepicker"
6. "Use Your Nose"
7. "Flippin' Beans"
8. "Yellow Dog"
9. "Knowledge"
10. "A Whole Lot Less"
11. "Coolidge"
12. "That’s Up To Me"
13. "A Bit Of Muslin"
14. "Melancholy Protection"
15. "Shake Me" (Live)
16. "Niap"
17. "Every Breath You Take"
18. "9 To 5"
19. "Dragster"
20. "An Elf And His Zippo"
21. "Israelites"
22. "Vixen"

## Notki o utworach
- Utwory 1-6 z albumu Use Your Nose
- Utwór 7 z  Teaching You No Fear, singla Burning Heart
- Utwory 8-12 z albumu Skauch
- Utwory 13 i 14 z albumu Epitone, składanki Bad Tast Records/Brööl Records
- Utwory 15 i 16 z singla Da Strike
- Utwór 17 z albumu Cheap Shots, składanki Burning Heart
- Utwory 18 i 19 z singla The Story of My Life
- Utwór 20 z singla Move Your Car
- Utwory 21 i 22 z singli Lozin’ Must/Twenty Two